# 葛氏管須蟹
葛氏管須蟹（学名：Albunea groeningi）为管須蟹科管須蟹屬下的一个种。

## 扩展阅读
- 維基物種上的相關：葛氏管須蟹